# 時報周刊
《時報周刊》（英語：China Times Weekly），簡稱「CTW」，是曾在台灣發行的綜合性雜誌。最早於1978年2月26日發行試刊後，於1978年3月5日正式創刊，原名《時報雜誌》，採月刊型式，1988年改為現名。2000年代後改為一刊二本，一本提供讀者中國內幕、財經消費、科技新知、旅遊美食；另一本提供影劇動態、流行時尚、生活休閒等最新情報。

2006-2015

2016-2019

《時報周刊》的發行公司「時報周刊股份有限公司」為旺旺中時媒體集團的關係企業，所發行的雜誌為《時報周刊》，下屬出版社為時周文化（已於2013年中結束營運）。為一個綜合性期刊與叢書出版機構。
自第1925期（2015年1月9日出刊）起，《時報周刊》標誌由綜藝體風格改為第一代書法風格字體再行設計的款式。2016年，《時報周刊》標誌再次改版。
2018年1月10日，《周刊王》與《時報周刊》集結一刊二本成套發行。
2021年8月25日，《時報周刊》與《周刊王》共同發行最後一期紙本雜誌（《時報周刊》第2271期、《周刊王》第385期），旺旺中時媒集團將專心發展其網路媒體網站《CTWANT》。

## 歷任總編輯
| 任次         | 任期                        | 姓名   |
| 總編輯       | 總編輯                      | 總編輯 |
| ------------ | --------------------------- | ------ |
| 第一任總編輯 | 1978(第1期)-1978(第33期)    | 高信疆 |
|              | 1978-1981                   | 簡瑞甫 |
|              | 1981(第152)期-1981(第197期) | 李廣淮 |
|              | 1981-1982                   | 詹宏志 |
|              | 1982-1986                   | 華景疆 |
|              | 1986-1988                   | 莊展信 |
|              | 1988-1991                   | 吳國棟 |
|              | 1991.11-1996.5.28           | 楊人凱 |
|              | 1996.5.29-2009.5.31         | 張國立 |
|              | 2009.6.1-2011.4.30          | 張瑞昌 |
|              | 2011.5.1-2012.4.30          | 郭崇倫 |
|              | 2012.5.1-2012.11.30         | 趙政岷 |
|              | 2012.12.1-2017.10.08        | 黃樹德 |
|              | 2017.10.08                  | 李世偉 |
|              | 2019                        | 王宛茹 |

## 外部連結
- CTWANT網站 （页面存档备份，存于）
- 時報周刊的Facebook專頁